# 日本製鉄八幡ラグビー部
日本製鉄八幡ラグビー部（にっぽんせいてつやはた・ラグビーぶ）は、トップキュウシュウに所属するラグビーチームである。

## 概要
かつて八幡製鉄の名称で、全国社会人大会で歴代最多となる12回の優勝を記録した、社会人ラグビーの名門チーム。獲得した全国タイトルは16個（NHK杯／日本選手権：3回、全国社会人大会：12回、国体：1回）を数える。7人制ラグビー大会のYC&AC JAPAN SEVENSでも歴代最多となる12回の優勝を記録している。
全国社会人大会には1950年度に初出場。以降、1988年度までの間に、近鉄、トヨタ自動車、三洋電機、神戸製鋼、リコーに次いで歴代6位タイとなる30回出場した。優勝12回（歴代1位）、準優勝2回（歴代7位タイ）、通算78試合（歴代8位）、通算60勝（歴代5位タイ）という輝かしい記録を残している。
1970年3月31日、八幡製鐵と富士製鐵が合併して新日本製鐵が誕生したことに伴い、新日本製鐵八幡ラグビー部（呼称は新日鉄八幡）に改称した。その後は、合理化策等の影響により補強もままならない状況が続き、一時は同好会に格下げされた時代もあったが、現在はラグビー部として活動している。2012年、新日鐵住金への社名変更に伴い、新日鐵住金八幡ラグビー部（一般的には新日鉄住金八幡の表記を使用）に改称した。さらに2019年4月の日本製鉄への社名変更に伴い、2019年度から日本製鉄八幡ラグビー部に改称している。

## 歴史

### 黎明期
1927年、後に八幡製鐵副社長、日本ラグビーフットボール協会会長を歴任する湯川正夫により、製鉄ラガークラブとして創設される。しかしその後、第二次世界大戦等の影響により、一時活動停止を余儀なくされる。
1948年に活動を再開。八幡製鐵ラグビー部（一般的には八幡製鉄の表記を使用）と名称が変わった1950年度の大会で、前年度優勝チームの三井化学を九州予選で破って初出場を果たした全国社会人ラグビーフットボール大会（以下、全国社会人大会）において、園田実、高倉泰三らを擁し、決勝でトヨタ自工を32-0で破って優勝を果たすと、その後宿敵となる近鉄（1951年度）、川崎重工業（1952年度）をそれぞれ決勝で下し、同大会3連覇を達成した。
4連覇がかかった1953年度の同大会は、九州電力に九州予選で敗退して本大会出場すら果たせなかったが、1954年、土屋俊明（明治大学）、山崎靖彦、佐藤英彦（ともに早稲田大学）の3人のラグビー日本代表選手が揃って入社したことで選手層に厚みが増し、同年度の全国社会人大会では大映を、1955年度は近鉄をそれぞれ破って連覇を果たした。

### 充実期
1956年、明治大学出身の「快速重戦車ウィング」と称された、日本代表WTBの宮井国夫が入社。宮井の加入により、走力があった土屋を、フォワードからバックスへとコンバートさせる策が試みられた。ところが、フォワード陣の高齢化・弱体化が露呈したため、3連覇がかかった同年度の全国社会人大会では、準決勝で近鉄に不覚を取った。一方、同大会が終了した後、当チームは香港遠征を行い、2勝1敗の戦績を挙げた。だが、1957年度の全国社会人大会でも、2回戦で京都市役所に同点抽選負けしてしまう。
2年連続して全国社会人大会で優勝できなかったことから、1958年、14名という大量の新人補強を行った。その成果が見事に現れ、決勝で3連覇を狙う近鉄を9-0で下し、3年ぶり6回目の優勝。さらに1959年度も近鉄を下して連覇を達成した。その後、カナダに遠征し、4勝2敗の成績を収めた。
1960年、後に「グレート草津」のリング名でプロレス界へと転身する草津正武が入社。全国社会人大会において三たび近鉄を下し、同大会2回目の3連覇を達成した。また1960年度より開始された、日本協会招待NHK杯においても、学生代表の日本大学を50-13で破り、初代優勝チームとなった。しかし同年度シーズン限りで土屋が引退。その影響からか、1961年度の全国社会人大会では史上初の4連覇がかかったものの、四たび全国社会人大会の決勝で相見えた近鉄に5-6で敗れた。それは、近鉄が同大会の決勝において八幡を破った最初で最後の事例でもあった。

### 全国社会人大会4連覇達成
1962年度、王者奪回を果たすべく、山崎靖彦をコーチに据え、主将の松信要三（明治大学出身）との「二人三脚体制」がスタートした当チームは、決勝で谷藤機械（現・フリージア・マクロス）を破り9回目の全国社会人大会優勝を果たした。さらに同年度は、第3回日本協会招待NHK杯において明治大学を25-6で破り、2回目の同大会優勝を果たした。
1963年度、宿敵・近鉄を破って10回目の全国社会人大会優勝を果たした当チームは、4チームで覇が競われた、第1回日本ラグビーフットボール選手権大会（以下、日本選手権）に出場。しかし、1回戦で同志社大学に敗れた。だが1964年度、トヨタ自工を下して3回目の全国社会人大会3連覇を達成した当チームは、1965年1月15日に行なわれた第2回日本選手権において、法政大学を15-6で下し、初のラグビー日本一の座に就いた。
しかし1964年度のシーズン終了後、宮井が引退。さらに草津も突然引退し、プロレスへの転向を表明をしたあたりから当チームの衰退の兆しが見え始めてきた。加えて以前より、新人の補強がままならなくなっていたことや、山崎コーチと松信主将の確執が表面化し、後に山崎がチームを去る事態になったこともあって、以前よりチーム力の低下が顕在化していた。
それでも、宮井と草津が抜けたにもかかわらず、1965年に入社した高卒ルーキーの寺井敏雄が草津の穴を埋める活躍をしたこともあり、同年度の全国社会人大会では、近鉄を8-3で下し、ついに史上初の同大会4連覇を達成。さらに同大会の優勝記録を12に伸ばした。しかし、それが当チーム最後の栄光となってしまうのである。

### 栄光から一転衰退へ
その後、日本選手権で早稲田大学と対戦。一進一退の攻防が続き、ノーサイド寸前まで9-9の同点だったが、早稲田のフルバック（FB）・山本巌にペナルティゴールを決められ、土壇場で日本一の座を逸した。その後、宿敵の近鉄が、坂田好弘、石塚広治らを擁し、2年連続で全国社会人大会と日本選手権を制覇。一方、当チームは全国社会人大会では、決勝にすら駒を進められないでいた。
1968年度の全国社会人大会準決勝で、当チームは3連覇がかかる近鉄と対戦。しかしこれまでとは違って、下馬評は断然近鉄が優勢であった。ところが、執拗にタテ攻撃を展開した効果が出て、18-9でこれを撃破。翌日のスポーツ紙はこぞって、『古豪八幡、どん底からの再起』という見出しをつけたという。しかし当チームの踏ん張りもここまで。決勝ではトヨタ自工に14-19で敗れた。またここで事実上、八幡製鐵ラグビー部・栄光への道のりは幕を閉じた。

## 試合会場・練習場
旧八幡製鐵時代から、同社（後に新日本製鐵）が所有し、後に北九州市の市営となった北九州市立鞘ヶ谷陸上競技場を使用している。

## エピソード
八幡製鐵ラグビー部時代に限って言うと、近鉄とは20年近くに亘って全国社会人大会において鎬を削った宿命のライバルであったが、同大会における通算戦績は10勝2敗であり、決勝戦に限っていえば7勝1敗と断然八幡の方が分が良かった。しかし、1950年度から1967年度まで、八幡が取りこぼした年度には必ず近鉄が同大会で優勝していることを踏まえると、やはり近鉄の存在は侮りがたかったことが窺える。

## タイトル
全国大会
- NHK杯[注 1]／日本選手権　優勝：3回（1960[注 1], 1962[注 1], 1964）
- 全国社会人大会　優勝：12回（1950, 1951, 1952, 1954, 1955, 1958, 1959, 1960, 1962, 1963, 1964, 1965）※歴代最多
- 国体　優勝：1回（1963）

最上位リーグ
- 西日本社会人リーグ　優勝：6回（1972[注 2], 1973, 1975, 1977, 1978, 1980）

下位リーグ
- トップキュウシュウ　優勝：1回（2024）

7人制大会
- YC&AC JAPAN SEVENS　優勝：12回（1959, 1961, 1962, 1964, 1965, 1966, 1967, 1968, 1969, 1970, 1972, 1973）※歴代最多

## 成績

### 全国社会人大会戦績
| 回 | 年度 | 地区   | 成績      | 試 | 勝 | 分 | 敗 | 得  | 失 | 差  | 備考                         |
| -- | ---- | ------ | --------- | -- | -- | -- | -- | --- | -- | --- | ---------------------------- |
| 3  | 1950 | 九州   | 優勝      | 2  | 2  | 0  | 0  | 38  | 3  | 35  | 八幡製鉄のチーム名で出場     |
| 4  | 1951 | 九州   | 優勝      | 3  | 3  | 0  | 0  | 70  | 6  | 64  |                              |
| 5  | 1952 | 九州   | 優勝      | 3  | 3  | 0  | 0  | 52  | 18 | 34  |                              |
| 7  | 1954 | 九州   | 優勝      | 3  | 3  | 0  | 0  | 135 | 8  | 127 |                              |
| 8  | 1955 | 九州   | 優勝      | 3  | 3  | 0  | 0  | 79  | 11 | 68  |                              |
| 9  | 1956 | 九州   | ベスト4   | 3  | 2  | 0  | 1  | 103 | 9  | 94  |                              |
| 10 | 1957 | 九州   | ベスト8   | 2  | 1  | 1  | 0  | 24  | 9  | 15  | 準々決勝は引分（抽選で敗退） |
| 11 | 1958 | 九州   | 優勝      | 4  | 4  | 0  | 0  | 52  | 6  | 46  |                              |
| 12 | 1959 | 九州   | 優勝      | 4  | 4  | 0  | 0  | 123 | 14 | 109 |                              |
| 13 | 1960 | 九州   | 優勝      | 4  | 4  | 0  | 0  | 118 | 6  | 112 | NHK杯に出場                  |
| 14 | 1961 | 九州   | 準優勝    | 4  | 3  | 0  | 1  | 86  | 18 | 68  |                              |
| 15 | 1962 | 九州   | 優勝      | 4  | 4  | 0  | 0  | 122 | 3  | 119 | NHK杯に出場                  |
| 16 | 1963 | 九州   | 優勝      | 4  | 4  | 0  | 0  | 100 | 9  | 91  | 日本選手権に出場             |
| 17 | 1964 | 九州   | 優勝      | 4  | 4  | 0  | 0  | 108 | 16 | 92  | 日本選手権に出場             |
| 18 | 1965 | 九州   | 優勝      | 4  | 4  | 0  | 0  | 78  | 9  | 69  | 日本選手権に出場             |
| 19 | 1966 | 九州   | ベスト4   | 3  | 2  | 0  | 1  | 44  | 17 | 27  |                              |
| 20 | 1967 | 九州   | ベスト8   | 2  | 1  | 0  | 1  | 42  | 23 | 19  |                              |
| 21 | 1968 | 九州   | 準優勝    | 4  | 3  | 0  | 1  | 93  | 39 | 54  |                              |
| 22 | 1969 | 九州   | ベスト8   | 2  | 1  | 0  | 1  | 25  | 38 | -13 |                              |
| 23 | 1970 | 九州   | ベスト8   | 2  | 1  | 0  | 1  | 20  | 22 | -2  | 新日鉄八幡にチーム名変更     |
| 25 | 1972 | 九州   | 1回戦敗退 | 1  | 0  | 1  | 0  | 16  | 16 | 0   | 1回戦は引分（抽選で敗退）    |
| 26 | 1973 | 九州   | 1回戦敗退 | 1  | 0  | 0  | 1  | 14  | 17 | -3  |                              |
| 27 | 1974 | 九州   | ベスト8   | 2  | 1  | 0  | 1  | 60  | 23 | 37  |                              |
| 28 | 1975 | 九州   | ベスト8   | 2  | 1  | 0  | 1  | 55  | 50 | 5   |                              |
| 29 | 1976 | 九州   | ベスト8   | 2  | 1  | 0  | 1  | 52  | 66 | -14 |                              |
| 30 | 1977 | 九州   | 1回戦敗退 | 1  | 0  | 0  | 1  | 4   | 12 | -8  |                              |
| 31 | 1978 | 九州   | 1回戦敗退 | 1  | 0  | 0  | 1  | 8   | 13 | -5  |                              |
| 32 | 1979 | 九州   | 1回戦敗退 | 1  | 0  | 0  | 1  | 3   | 15 | -12 |                              |
| 37 | 1984 | 九州   | ベスト8   | 2  | 1  | 0  | 1  | 55  | 40 | 15  |                              |
| 41 | 1988 | 西日本 | 1回戦敗退 | 1  | 0  | 0  | 1  | 7   | 17 | -10 |                              |

### リーグ戦戦績

#### トップリーグ創設以前
| 年度 | 所属リーグ                 | Div. | 順位 | 試合 | 勝利 | 引分 | 敗戦 | 得点 | 失点 | 得失差 | 備考                                              |
| ---- | -------------------------- | ---- | ---- | ---- | ---- | ---- | ---- | ---- | ---- | ------ | ------------------------------------------------- |
| 1968 | 九州リーグ                 | －   | 不明 | 5    | 4    | 0    | 1    | 159  | 47   | 112    | 他チームに結果不明の試合があり順位不明（2位以上） |
| 1969 | 九州リーグ                 | －   | 優勝 | 4    | 3    | 0    | 1    | 165  | 59   | 106    | 三すくみで同率優勝                                |
| 1970 | 九州リーグ                 | －   | 2位  | 4    | 2    | 1    | 1    | 90   | 68   | 22     | 同率                                              |
| 1971 | 九州リーグ                 | －   | 2位  | 4    | 3    | 0    | 1    | 122  | 59   | 63     |                                                   |
| 1972 | 西日本社会人リーグ         | 1部  | 優勝 | 5    | 4    | 0    | 1    | 208  | 81   | 127    | 三すくみで同率優勝                                |
| 1973 | 西日本社会人リーグ         | 1部  | 優勝 | 5    | 5    | 0    | 0    | 295  | 35   | 260    |                                                   |
| 1974 | 西日本社会人リーグ         | 1部  | 2位  | 5    | 4    | 0    | 1    | 258  | 69   | 189    |                                                   |
| 1975 | 西日本社会人リーグ         | 1部  | 優勝 | 5    | 5    | 0    | 0    | 301  | 29   | 272    |                                                   |
| 1976 | 西日本社会人リーグ         | 1部  | 2位  | 7    | 6    | 0    | 1    | 261  | 102  | 159    |                                                   |
| 1977 | 西日本社会人リーグ         | 1部  | 優勝 | 7    | 7    | 0    | 0    | 329  | 38   | 291    |                                                   |
| 1978 | 西日本社会人リーグ         | 1部  | 優勝 | 7    | 7    | 0    | 0    | 280  | 56   | 224    |                                                   |
| 1979 | 西日本社会人リーグ         | 1部  | 3位  | 7    | 5    | 0    | 2    | 274  | 51   | 223    |                                                   |
| 1980 | 西日本社会人リーグ         | 1部  | 優勝 | 7    | 7    | 0    | 0    | 260  | 44   | 216    |                                                   |
| 1981 | 西日本社会人リーグ         | 1部  | 4位  | 8    | 5    | 0    | 3    | 248  | 95   | 153    | 同率                                              |
| 1982 | 西日本社会人リーグ         | 1部  | 4位  | 8    | 5    | 0    | 3    | 163  | 104  | 59     | 同率                                              |
| 1983 | 西日本社会人リーグ         | 1部  | 3位  | 8    | 6    | 0    | 2    | 222  | 110  | 112    | 同率                                              |
| 1984 | 西日本社会人リーグ Aリーグ | 1部  | 3位  | 4    | 1    | 0    | 3    | 52   | 77   | -25    | 三すくみ                                          |
| 1985 | 西日本社会人リーグ Aリーグ | 1部  | 3位  | 4    | 2    | 0    | 2    | 48   | 66   | -18    |                                                   |
| 1986 | 西日本社会人リーグ Aリーグ | 1部  | 4位  | 5    | 2    | 0    | 3    | 73   | 100  | -27    |                                                   |
| 1987 | 西日本社会人リーグ Aリーグ | 1部  | 5位  | 5    | 1    | 0    | 4    | 48   | 89   | -41    | 同率                                              |
| 1988 | 西日本社会人リーグ Aリーグ | 1部  | 3位  | 5    | 3    | 0    | 2    | 62   | 96   | -34    |                                                   |
| 1989 | 西日本社会人リーグ Aリーグ | 1部  | 4位  | 6    | 3    | 0    | 3    | 90   | 93   | -3     |                                                   |
| 1990 | 西日本社会人リーグ Aリーグ | 1部  | 6位  | 6    | 1    | 1    | 4    | 109  | 145  | -36    |                                                   |
| 1991 | 西日本社会人リーグ Aリーグ | 1部  | 4位  | 6    | 3    | 0    | 3    | 105  | 159  | -54    |                                                   |
| 1992 | 西日本社会人リーグ Aリーグ | 1部  | 5位  | 7    | 3    | 0    | 4    | 201  | 239  | -38    |                                                   |
| 1993 | 西日本社会人リーグ Aリーグ | 1部  | 5位  | 6    | 2    | 1    | 3    | 95   | 235  | -140   | 同率4位。順位は全試合での得失点差による           |
| 1994 | 西日本社会人リーグ Aリーグ | 1部  | 4位  | 7    | 3    | 0    | 4    | 149  | 255  | -106   |                                                   |
| 1995 | 西日本社会人リーグ Aリーグ | 1部  | 7位  | 7    | 1    | 0    | 6    | 140  | 297  | -157   |                                                   |
| 1996 | 西日本社会人リーグ Aリーグ | 1部  | 7位  | 7    | 1    | 0    | 6    | 171  | 403  | -232   |                                                   |
| 1997 | 西日本社会人リーグ Aリーグ | 1部  | 8位  | 7    | 0    | 0    | 7    | 72   | 650  | -578   |                                                   |
| 1998 | 西日本社会人リーグ Bリーグ | 2部  | 4位  |      |      |      |      |      |      |        | 詳細不明                                          |
| 1999 | 西日本社会人リーグ Bリーグ | 2部  | 優勝 |      |      |      |      |      |      |        | 詳細不明                                          |
| 2000 | 西日本社会人リーグ Bリーグ | 2部  | 3位  |      |      |      |      |      |      |        | 詳細不明                                          |
| 2001 | 西日本社会人リーグ Bリーグ | 2部  | 2位  |      |      |      |      |      |      |        | 詳細不明                                          |
| 2002 | 西日本社会人リーグ Bリーグ | 2部  | 3位  | 7    | 5    | 2    | 0    | 234  | 136  | 98     |                                                   |

#### トップリーグ創設以降
- 2003-2004 トップキュウシュウB 3位
- 2004-2005 トップキュウシュウB 優勝、トップキュウシュウB残留
- 2005-2006 トップキュウシュウB 3位
- 2006-2007 トップキュウシュウB 2位、トップキュウシュウB残留
- 2007-2008 トップキュウシュウB 4位
- 2008-2009 トップキュウシュウB 6位
- 2009-2010 トップキュウシュウB 2位
- 2010-2011 トップキュウシュウB 3位
- 2011-2012 トップキュウシュウB 2位、トップキュウシュウA昇格
- 2012-2013 トップキュウシュウA 5位（予選リーグ ：6位 1勝5敗、決勝リーグ：4-7位グループ 2勝1敗）
- 2013-2014 トップキュウシュウA 7位（予選リーグ ：6位 1勝5敗、決勝リーグ：4-7位グループ 3敗）、入替戦：敗戦、トップキュウシュウB降格
- 2014-2015 トップキュウシュウB 優勝（5勝）、入替戦：勝利、トップキュウシュウA昇格
- 2015-2016 トップキュウシュウA 8位（予選リーグ ：7位 1勝6敗、決勝リーグ：5-8位グループ 3敗）、入替戦：勝利、トップキュウシュウA残留
- 2016-2017 トップキュウシュウA 7位（予選リーグ ：7位 6敗、決勝リーグ：4-7位グループ 3敗）
- 2017-2018 トップキュウシュウA 4位（予選リーグ：4位  1勝3敗、決勝リーグ：4位・5位決定戦 勝利）、入替戦：勝利、トップキュウシュウA残留
- 2018-2019 トップキュウシュウA 5位（予選リーグ ：5位 4敗、決勝リーグ：4位・5位決定戦 敗戦）、入替戦：勝利、トップキュウシュウA残留
- 2019-2020 トップキュウシュウA 5位（1勝4敗）、入替戦：勝利、トップキュウシュウA残留
- 2020-2021 リーグ中止
- 2021-2022 リーグ中止
- 2022-2023 トップキュウシュウA 2位（4勝1敗）
- 2023-2024 トップキュウシュウA 2位（3勝2敗）
- 2024-2025 トップキュウシュウ 優勝（リーグ戦：カンファレンスA1位 3勝、順位決定戦：1回戦 引き分け、決勝 勝利）、3地域社会人リーグ順位決定戦 5位（1回戦敗退）

## 2019年度スコッド
2019年度のスコッドは次の通り。太字は今年度からの新加入選手。
- 主将　橋本大輔

| ポジション | 選手名     | 出身校       | 代表 キャップ |
| ---------- | ---------- | ------------ | ------------- |
| PR         | 西藤禎司   | 福岡経済大   |               |
| PR         | 西村将司   | 九州共立大   |               |
| PR         | 江口裕太   | 大東文化大   |               |
| PR         | 渡辺将和   | 日本文理大   |               |
| PR         | 江島大樹   | 福岡工業大   |               |
| PR         | 佐伯拓哉   | 福岡大       |               |
| HO         | 下條祐太   | 関西学院大   |               |
| HO         | 野中貴允   | 佐賀工業高   |               |
| HO         | 橋本大輔   | 帝京大       |               |
| HO         | 坂狩錬     | 九州共立大   |               |
| LO         | 古賀寛人   | 鳥栖工業高   |               |
| LO         | 宮城陸人   | 帝京大       |               |
| LO         | 野中勇輔   | 大東文化大   |               |
| LO         | 岩﨑亮裕   | 大阪体育大   |               |
| LO         | 中村智弥   | 九州共立大   |               |
| LO         | 岩﨑亮裕   | 山梨学院大   |               |
| LO         | 大嶋凜太郎 | 大阪体育大   |               |
| LO         | 塚原朋弥   | 九州共立大   |               |
| LO         | 安田大真   | 東海大福岡高 |               |
| FL         | 山本敬祐   | 熊本工業高   |               |
| FL         | 徳井琢真   | 帝京大       |               |
| FL         | 村上陽也   | 萩商工高     |               |
| FL         | 仲元寺宏行 | 早稲田大     |               |
| No.8       | 櫻木翔太   | 中間高       |               |
| No.8       | 黒尾丸聡太 | 佐賀工業高   |               |

| ポジション | 選手名     | 出身校       | 代表 キャップ |
| ---------- | ---------- | ------------ | ------------- |
| SH         | 大崎貴裕   | 拓殖大       |               |
| SH         | 大原佑介   | 佐土原高     |               |
| SH         | 石川和男   | 九州国際大   |               |
| SH         | 末次遥人   | 大津緑洋高   |               |
| SO         | 中川弦希   | 福岡工業高   |               |
| SO         | 原嶋剛規   | 立正大       |               |
| WTB        | 大森健太   | 稲築志耕館高 |               |
| WTB        | 喜多将己   | 福岡工業高   |               |
| WTB        | 野田高陽   | 専修大       |               |
| WTB        | 橋本航樹   | 九州産業大   |               |
| WTB        | 内田一浩   | 拓殖大       |               |
| WTB        | 伊藤啓希   | 流通経済大   |               |
| WTB        | 牟田口卓朗 | 東海大       |               |
| CTB        | 丸野隆作   | 福岡工業大   |               |
| CTB        | 太田裕己   | 立正大       |               |
| CTB        | 村岡聡太   | 東海大       |               |
| CTB        | 福田凌平   | 明治大       |               |
| CTB        | 阿部亮介   | 同志社大     |               |
| CTB        | 森山裕樹   | 流通経済大   |               |
| CTB        | 安藤広晃   | 福岡大       |               |
| CTB        | 永島春樹   | 東海大       |               |
| CTB        | 安永真斗尉 | 佐賀工業高   |               |
| FB         | 浦中俊佑   | 専修大       |               |
| FB         | 上田和樹   | 大分工業高   |               |

## 過去の所属選手
キャップ獲得日本代表選手
（括弧内はキャップ数）
- 佐藤英彦（10）
- 土屋俊明（12）
- 山崎靖彦（1）
- 宮井国夫（11）
- 藤晃和（5）
- 尾崎政雄（2）
- 北岡進（2）
- 松信要三（旧姓 松岡、2）
- 村田一男（1）
- 岡部英二（2）
- 草津正武（1）
- 西住弘久（1）
- 植木史郎（1）
- 北島治彦（1）
- 小宮東彦（1）
- 山岡久（1）
- 寺井敏雄（21）
- 谷川義夫（1）
- 下薗征昭（11）
- 吉田純司（1）
- 南川洋一郎（19）
- 北原敏彦（1）

その他
- 湯川正夫（創設者、日本ラグビー協会第4代会長）
- 阿部譲（日本ラグビー協会第7代会長）
- 伊野三之（日本代表）
- 佐藤秀幸（日本代表、早稲田大学監督）
- 白川和博（日本代表）